# Naomi Watts
Pour les articles homonymes, voir Watts (nom de famille).
Naomi Watts (/neɪˈoʊmi wɒts/), née le 28 septembre 1968 à Shoreham, Angleterre (Royaume-Uni) est une actrice et productrice britannique.
Elle est révélée au début des années 2000 par le thriller psychologique Mulholland Drive (2001), de David Lynch, puis le film d'horreur Le Cercle (2002), de Gore Verbinski et enfin le drame  21 Grammes, d'Alejandro González Inárritu, qui lui vaut sa première nomination à l'Oscar de la meilleure actrice.
Durant les années 2000, elle joue sous la direction de David O. Russell, Hideo Nakata, Marc Forster, John Curran, David Cronenberg, Michael Haneke, Tom Tykwer, Rodrigo García, Woody Allen et Clint Eastwood. Peter Jackson la dirige également dans la super-production King Kong (2005).
Finalement, c'est sa performance dans le film catastrophe The Impossible (2012), de Juan Antonio Bayona, qui lui vaut sa seconde nomination à l'Oscar de la meilleure actrice. Elle incarne Diana Spencer dans le biopic Diana (2013) d'Oliver Hirschbiegel, qui est cependant mal reçu par la critique.
Par la suite, après avoir participé à plusieurs films indépendants — dont While We're Young (2015) et Demolition (2016) — et tenu un second rôle dans la franchise Divergente, elle joue dans deux séries télévisées : Twin Peaks, qui marque ses retrouvailles avec David Lynch, puis Gypsy, dont elle est la tête d'affiche.
Elle a tourné avec, entre autres, David Lynch, David Cronenberg, Peter Jackson, Woody Allen, Michael Haneke, Gus Van Sant, Clint Eastwood, David O. Russell, James Ivory, Alejandro González Inárritu, Anne Fontaine, Hideo Nakata ou, plus récemment, à la télévision, Stephen Frears.

## Biographie

### Jeunesse
Naomi Ellen Watts est la fille de Peter Watts, ingénieur du son anglais, organisateur des tournées du groupe Pink Floyd dans les années 1970, et de Myfanwy Roberts, surnommée Miv, antiquaire, décoratrice, et costumière d'origine galloise. Naomi a un frère, Ben Watts, d'un an son aîné, aujourd'hui photographe aux États-Unis.
Ses parents se séparent quand elle a 4 ans. Lorsqu'elle a 7 ans, son père meurt, dans des conditions jamais élucidées. Selon une autre source, la biographie Pink Floyd : l'histoire selon Nick Mason de Nick Mason, il serait mort d'une overdose.
Peu après, la famille s'installe sur l'île d'Anglesey, au nord-ouest du pays de Galles, dans la localité de Llanfawr Farm, entre les villes de Llangefni et Llanfairpwll. Naomi et son frère vivent alors avec leurs grands-parents maternels, Nikki et Hugh Roberts, durant trois ans. À Anglesey où le gallois est la langue dominante, elle fréquente durant cette période la Ysgol Gyfun Llangefni (en), établissement scolaire mettant l'accent sur l'apprentissage de la langue galloise. Naomi décrit sa mère comme une hippie, sans argent, qui parfois menaçait d'envoyer ses enfants en famille d'accueil. Naomi et son frère suivent ensuite leur mère à Londres.
Naomi dit avoir voulu devenir actrice après avoir vu sa mère jouer sur scène, et à partir du moment où elle a visionné le film Fame.
En 1978 la mère de Naomi, Myfanwy, se remarie. En 1982, la famille quitte le Royaume-Uni pour l'Australie, Naomi a alors 14 ans. Sa grand-mère maternelle étant australienne, l'obtention des documents nécessaires est facilitée et permet à Naomi et à sa famille d'acquérir la nationalité de leur pays d'accueil.
Myfanwy travaille ensuite en tant que décoratrice pour des publicités télévisées puis devient costumière pour le soap opera Return to Eden.

Sur sa nationalité, l'actrice explique : 

« Je me considère britannique et j'ai de très bons souvenirs de la Grande-Bretagne. J'ai passé les quatorze premières années de ma vie en Angleterre et au pays de Galles et je ne voulais pas partir. Quand j'étais en Australie, je revenais souvent en Angleterre. » Mais elle a aussi exprimé son attachement à l'Australie : « Je suis très connectée à l'Australie, quand on me demande où se trouve ma maison, je réponds en Australie, où mes souvenirs sont les plus forts. »

### Débuts d'actrice en Australie (années 1980-1990)
À Sydney, Naomi est inscrite à des cours de théâtre. Elle se lie d'amitié avec Nicole Kidman qu'elle rencontre durant le casting d'une pub pour Bikini.
Elle fréquente les établissements Mosman High School et North Sydney Girls High School mais n'obtient pas son diplôme de fin d'études.
À l'âge de 18 ans, elle décide de devenir mannequin et se rend au Japon. Elle passe alors des auditions mais n'étant pas retenue, elle retourne à Sydney. Elle travaille ensuite pour un magasin, puis pour une revue de mode.
Plus tard, un collègue invite Naomi à participer à un atelier d'art dramatique, ce qui ravive sa passion pour la scène. Elle quitte alors son emploi et choisit de poursuivre une carrière d'actrice.
Par la suite, elle fait de brèves apparitions dans des publicités télévisées américaines.
En 1986, elle débute en jouant dans le film For Love Alone. réalisé par Stephen Wallace, avec en vedettes Helen Buday, Sam Neill et Hugo Weaving.
Après cinq ans d'absence, elle rencontre le réalisateur John Duigan qui lui propose un rôle dans le film indépendant Flirting, où apparaît également Nicole Kidman, puis joue dans des séries télévisées[réf. nécessaire].
Elle décide alors de s'installer aux États-Unis.

### Révélation critique aux États-Unis (1993-2004)

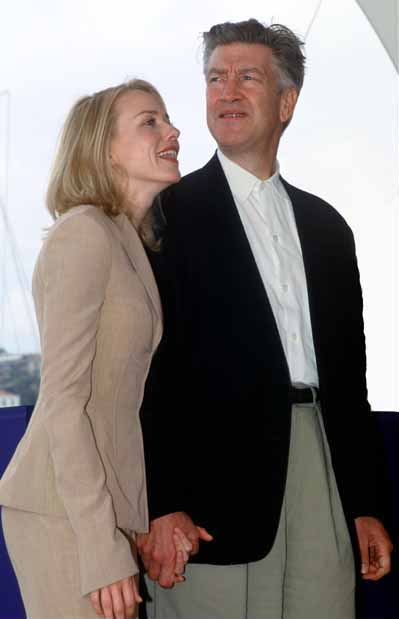
Aux côtés de David Lynch à la première mondiale de Mulholland Drive au Festival de Cannes 2001.

En 1993, elle obtient un petit rôle dans Panic sur Florida Beach de Joe Dante et retourne temporairement en Australie pour jouer dans trois films australiens : Wide Sargasso Sea (en), The Custodian et Gross Misconduct. Elle repart ensuite en Amérique pour de bon, mais rencontre des difficultés à trouver du travail.
En 1995, elle interprète un second rôle dans le film Tank Girl de Rachel Talalay.
En 2001, elle connaît le succès avec Mulholland Drive de David Lynch, film présenté au Festival de Cannes. Il s'agissait à l'origine d'une série, mais seul le pilote est tourné. Les producteurs trouvent le résultat final trop complexe et finalement, ce sont des investisseurs français qui sauvent le projet. Le film lance la carrière de Naomi Watts et repart avec le prix de la mise en scène à Cannes.
L'année suivante, elle est à l'affiche du film fantastique Le Cercle de Gore Verbinski et de la comédie romantique L'Amour, six pieds sous terre de Nick Hurran. Si le second ne marque pas les esprits, le premier s'est inscrit durablement dans celui des spectateurs. Remake du film japonais Ring (Ringu) d'Hideo Nakata, Le Cercle est soutenu par une critique positive (72 % sur Rotten Tomatoes) et par un bouche-à-oreille favorable. Le film fonctionne sur la durée et remporte 240 millions de dollars pour un budget de 40.
En 2003, elle donne la réplique à Heath Ledger, Orlando Bloom et Geoffrey Rush dans le drame Ned Kelly de Gregor Jordan, puis tient l'un des rôles principaux de la comédie Le Divorce de James Ivory, aux côtés notamment de Kate Hudson et Glenn Close.
L'année suivante, elle joue dans We Don't Live Here Anymore de John Curran, The Assassination of Richard Nixon de Niels Mueller, dans lequel elle retrouve Sean Penn, et J'adore Huckabees de David O. Russell.
Mais surtout, l'actrice reçoit sa première nomination à l'Oscar de la meilleure actrice en 2004 pour sa performance dans le thriller psychologique 21 Grammes, sorti en 2003, et réalisé par Alejandro González Iñárritu. Son interprétation dans ce film aux côtés de Sean Penn et Benicio del Toro lui permet aussi d'obtenir plusieurs prix des associations de critiques américains mais aussi une nomination aux SAG Awards, aux BAFTAs et aux Satellite Awards.

### Tête d'affiche hollywoodienne (2004-2011)

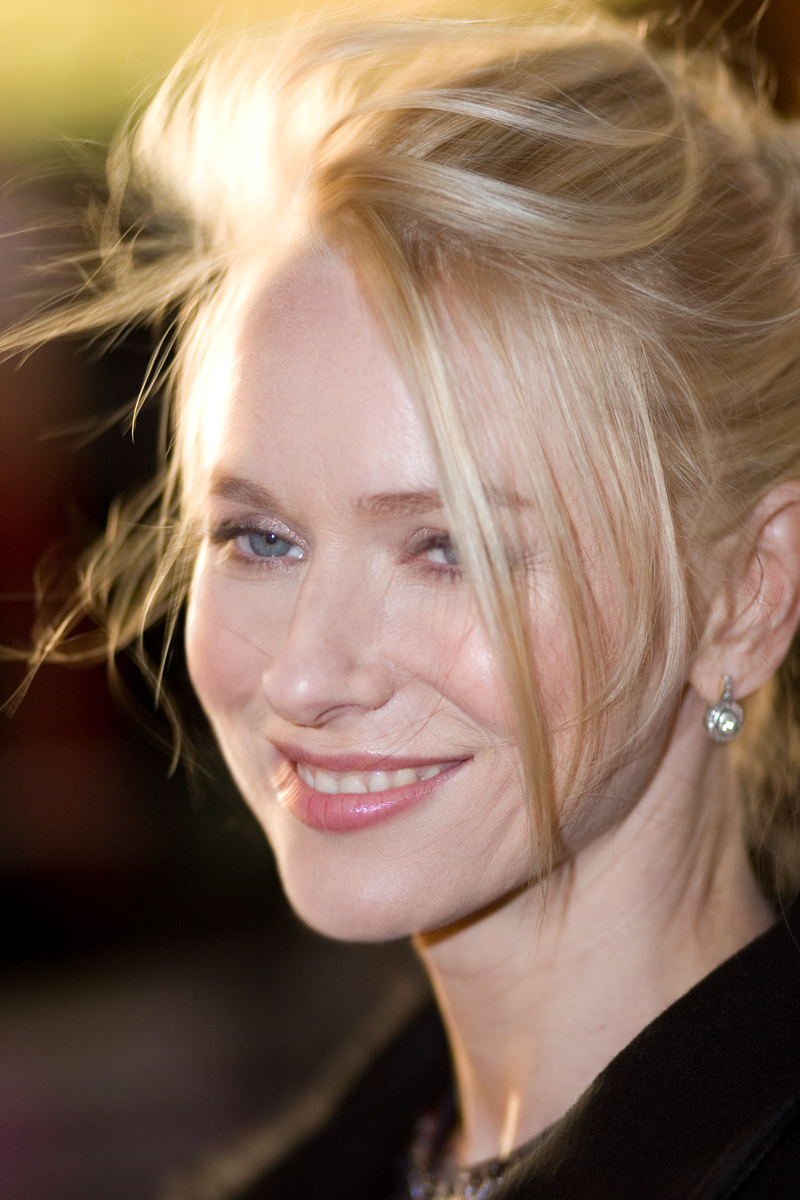
À la première londonienne du thriller Les Promesses de l'ombre, en octobre 2007.

En 2005, elle reprend son rôle de journaliste dans Le Cercle 2, cette fois réalisé par Hideo Nakata. Elle partage également la vedette avec Ewan McGregor et Ryan Gosling dans le drame Stay de Marc Forster, puis incarne la délicate Ann Darrow dans le blockbuster King Kong de Peter Jackson, aux côtés d'Adrien Brody et Jack Black.
L'année suivante, Naomi Watts est l'interprète principale et la productrice du film Le Voile des illusions, de John Curran, dont elle partage l'affiche avec Edward Norton.
Elle enchaîne les rôles et joue dans Les Promesses de l'ombre de David Cronenberg (2007), Funny Games U.S. de Michael Haneke (2008), puis L'Enquête de Tom Tykwer (2009). Ses performances pour ces films sont saluées par la critique internationale, Naomi Watts s'imposant désormais comme une actrice hollywoodienne de premier plan.
En 2010, elle interprète la femme de Josh Brolin dans Vous allez rencontrer un bel et sombre inconnu de Woody Allen, l'agent de la CIA Valerie Plame dans Fair Game de Doug Liman (une 3e fois aux côtés de Sean Penn) et la fille d'Annette Bening dans le drame indépendant Mother and Child de Rodrigo Garcia.

### Collaborations internationales (2011-2013)

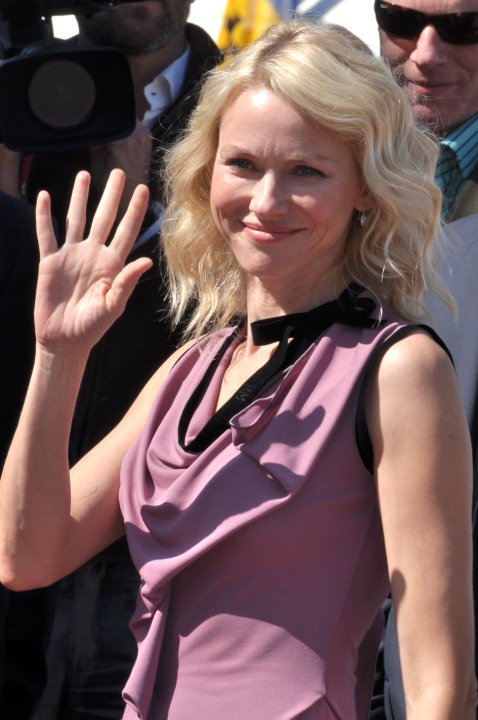
L'actrice à la première de Vous allez rencontrer un bel et sombre inconnu au Festival de Cannes 2010.

En 2011, elle reçoit un hommage du Festival de Deauville, alors qu'elle joue dans le film J. Edgar de Clint Eastwood, aux côtés de Leonardo DiCaprio.
En 2012, elle retrouve Ewan McGregor dans le film catastrophe salué par la critique internationale The Impossible réalisé par le cinéaste espagnol Juan Antonio Bayona. Sa performance lui vaut une nomination dans la catégorie meilleure actrice aux BAFTA's, aux Golden Globes, aux Prix Goya et aux Oscars.
En 2013, elle est à l'affiche du film indépendant Perfect Mothers mis en scène par la Française Anne Fontaine, dans lequel elle a pour principale partenaire Robin Wright. La même année, elle tourne à nouveau sous la direction d'un réalisateur européen en incarnant la princesse Lady Diana dans le film Diana d'Oliver Hirschbiegel. Le film est un échec critique et commercial.
Elle revient aux États-Unis pour la comédie dramatique indépendante St. Vincent, menée par Bill Murray, qui lui permet de renouer avec la critique. Le film sort néanmoins directement sur Netflix en France en 2014. Parallèlement, elle se distingue en retrouvant le cinéaste mexicain Alejandro González Iñárritu pour un rôle secondaire dans l'acclamé film fantastique Birdman, qui récolte une poignée de nominations aux Oscars. En octobre de cette même année, l'actrice devient l'égérie de la marque L'Oréal Paris.

### Seconds rôles et séries (depuis 2015)

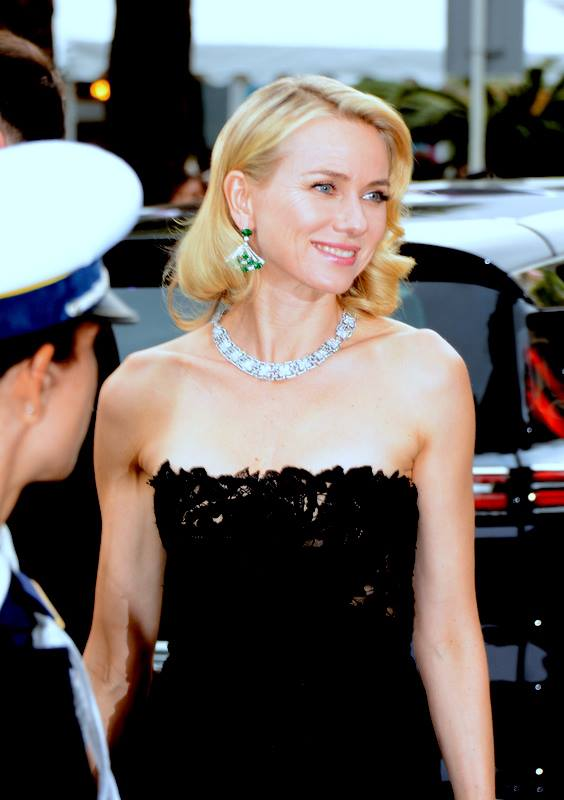
L'actrice au Festival de Cannes 2015, pour la présentation de Nos souvenirs.

En 2015, elle joue dans la comédie indépendante While We're Young, de Noah Baumbach, où elle forme avec Ben Stiller un couple de quadragénaires new-yorkais sans enfant tentant de reconnecter avec leur vingtaine. Cette même année, elle participe pour la première fois à une franchise, en tenant un rôle dans Divergente 2 : L'Insurrection de Robert Schwentke. Un rôle qu'elle reprend dans le dernier opus en 2016, Divergente 3 : Au-delà du mur.
Elle ne s'éloigne pas pour autant de projets plus ambitieux en partageant l'affiche du drame indépendant Nos souvenirs de Gus Van Sant avec Matthew McConaughey et du thriller indépendant Demolition de Jean-Marc Vallée avec Jake Gyllenhaal.
En 2016, elle se contente de seconds rôles dans deux longs-métrages : la comédie dramatique indépendante About Ray, portée par la jeune Elle Fanning, puis le biopic sportif Outsider, mené par son époux à la ville Liev Schreiber. L'actrice revient aux premiers rôles en 2017 en revenant à son genre de prédilection, l'angoisse : d'abord pour le thriller indépendant The Book of Henry, réalisé par Colin Trevorrow, puis le thriller horrifique Le Château de verre, de Destin Daniel Cretton.
L'actrice s'aventure surtout à la télévision : après avoir fait partie du casting principal de la saison événement de Twin Peaks, sous la direction de son mentor David Lynch, elle est l'héroïne de sa propre mini-série, Gypsy, où elle joue une thérapeute s'investissant trop dans la vie de ses patients.
En 2018, elle est membre du jury du 75e Festival de Venise, sous la présidence de Guillermo del Toro. Au cinéma, elle seconde la jeune Daisy Ridley, titulaire du rôle-titre du drame Ophelia, de Claire McCarthy. Watts y incarne La Reine Gertrude. Par ailleurs, elle s'engage sur le tournage d'une nouvelle mini-série, The Loudest Voice, attendue pour une diffusion en 2019.
Cette même année, l'actrice revient au thriller pour porter The Wolf Hour d'Alistair Banks Griffin, et tenir un second rôle dans le drame indépendant Lucede Julius Onah, avec Tim Roth. L'actrice partage aussi l'affiche du thriller de science-fiction  Boss Level, de Joe Carnahan, avec Mel Gibson.

### Vie privée

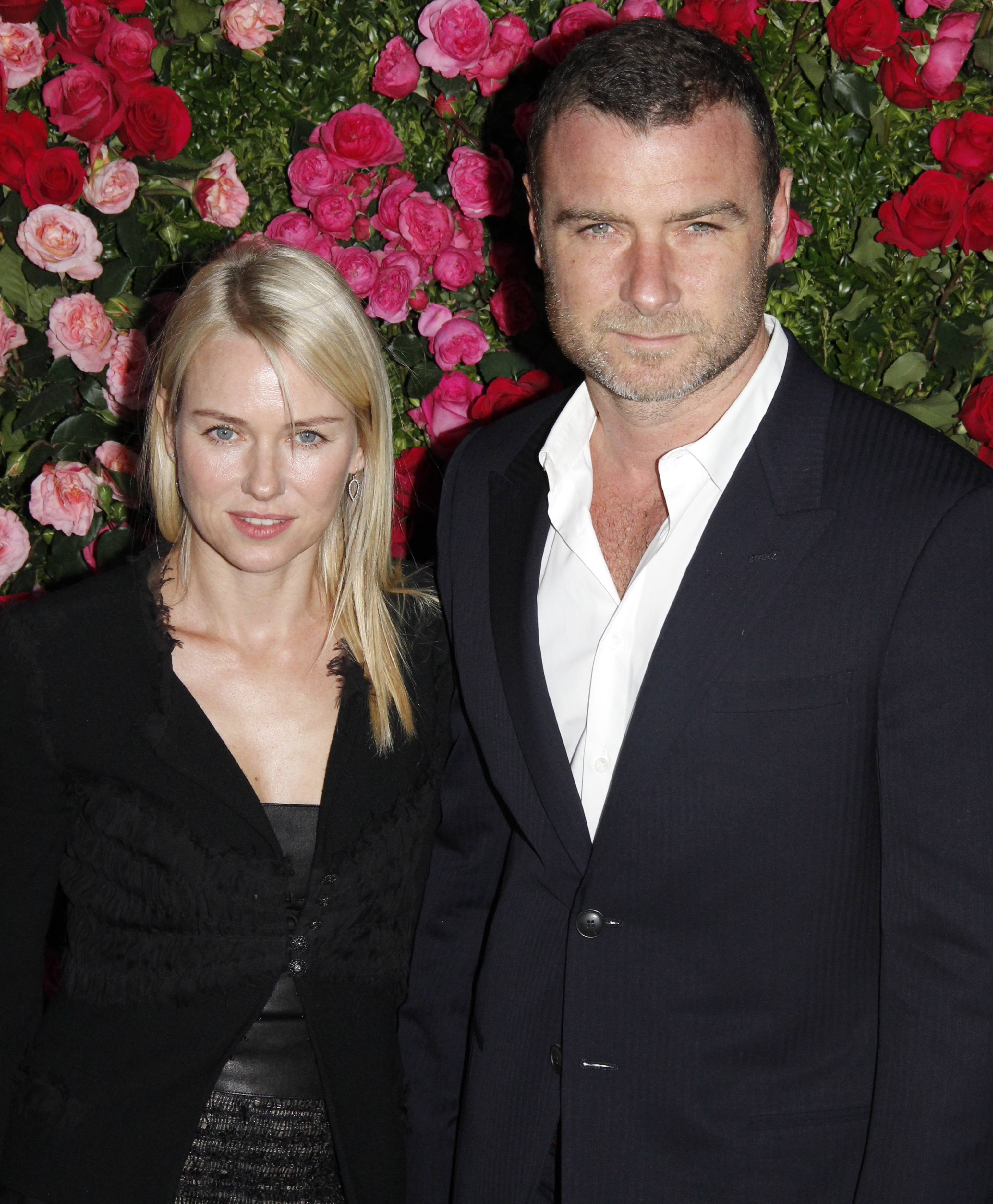
Naomi Watts et Liev Schreiber en 2012.

Entre 2002 et 2004, Naomi Watts a eu une relation avec l'acteur Heath Ledger.
De 2005 jusqu'en septembre 2016, elle a partagé la vie de l'acteur Liev Schreiber. Le couple a eu deux enfants : Alexander Pete, né le 25 juillet 2007, et Kai, née le 13 décembre 2008. Fin septembre 2016, ils annoncent leur séparation après onze ans de vie commune.
Depuis 2017, elle est en couple avec l'acteur Billy Crudup. Ils se marient le 9 juin 2023.
En juillet 2019, Naomi Watts a fait un don à la campagne électorale du Congrès de Valerie Plame pour le 3e district du Congrès du Nouveau-Mexique,.
Avec Nicole Kidman, elle est la marraine des enfants de Simon Baker.
Elle déclare pratiquer la méditation transcendantale qui la « maintient calme et stable ». Elle envisagea de se convertir au bouddhisme après s'être intéressée à cette religion lors du tournage du Voile des illusions (2006). Elle a déclaré à propos de ses croyances religieuses : « J'ai certaines croyances, mais je ne suis pas encore une bouddhiste stricte. »

## Filmographie

### Cinéma

#### Longs métrages

##### Années 1980-1990
- 1986 : For Love Alone de Stephen Wallace : la petite amie de Léo
- 1991 : Flirting de John Duigan : Janet Odgers
- 1993 : Coupable ou Innocente (Gross Misconduct) de George T. Miller : Jennifer Carter
- 1993 : Panic sur Florida Beach (Matinee) de Joe Dante : la starlette au panier
- 1993 : The Custodian de John Dingwall : Louise
- 1993 : Wide Sargasso Sea (en) de John Duigan : Fanny Grey
- 1995 : Tank Girl de Rachel Talalay : la fille à réaction
- 1996 : Les Démons du maïs 4 : La Moisson (Children of the Corn IV: The Gathering) de Greg Spence : Grace Rhodes
- 1996 : Persons Unknown de George Hickenlooper : Molly Chandler
- 1997 : Under the Lighthouse Dancing de Graeme Rattigan : Louise
- 1998 : La Courtisane (Dangerous Beauty) de Marshall Herskovitz : Giulia De Lezze
- 1998 : Babe, le cochon dans la ville (Babe : Pig in the City) de George Miller : voix additionnelles

##### Années 2000
- 1999 : Strange Planet de Emma-Kate Croghan : Alice
- 2001 : L'Ascenseur : Niveau 2 (Down) de Dick Maas : Jennifer Evans
- 2001 : Mulholland Drive  de David Lynch : Betty Elms / Diane Selwyn
- 2002 : Le Cercle (The Ring) de Gore Verbinski : Rachel Keller
- 2002 : L'Amour, six pieds sous terre (Plots with a View) de Nick Hurran : Meredith
- 2003 : Ned Kelly de Gregor Jordan : Julia Cook
- 2003 : Le Divorce de James Ivory : Roxeanne de Persand
- 2003 : 21 Grammes (21 Grams) de Alejandro González Inárritu : Cristina Peck
- 2004 : We Don't Live Here Anymore de John Curran : Edith Evans
- 2004 : The Assassination of Richard Nixon de Niels Mueller : Marie Andersen Bicke
- 2004 : J'adore Huckabees (I ♥ Huckabees) de David O. Russell : Dawn Campbell
- 2005 : Le Cercle 2 (The Ring 2) de Hideo Nakata : Rachel Keller
- 2005 : Ellie Parker de Scott Coffey : Ellie Parker
- 2005 : Stay de Marc Forster : Lila Culpepper
- 2005 : King Kong de Peter Jackson : Ann Darrow
- 2006 : Le Voile des illusions (The Painted Veil) de John Curran : Kitty Fane
- 2006 : Inland Empire de David Lynch : le lapin Suzie (voix uniquement)
- 2007 : Les Promesses de l'ombre (Eastern Promises) de David Cronenberg : Anna Khitrova
- 2007 : Funny Games U.S. de Michael Haneke : Ann Farber
- 2009 : L'Enquête (The International) de Tom Tykwer : Eleanor Whitman
- 2009 : Mother and Child de Rodrigo García : Elizabeth

##### Années 2010
- 2010 : Fair Game de Doug Liman : Valerie Plame
- 2010 : Vous allez rencontrer un bel et sombre inconnu (You Will Meet a Tall Dark Stranger) de Woody Allen : Sally
- 2011 : J. Edgar de Clint Eastwood : Helen Gandy
- 2011 : Dream House de Jim Sheridan : Ann Patterson
- 2011 : The Outsider de Randa Haines : Rebessa Yoder
- 2012 : The Impossible de Juan Antonio Bayona : Maria
- 2013 : My Movie Project (Movie 43) de Will Graham : Samantha (sketch Homeschooled)
- 2013 : Sunlight Jr. de Laurie Collyer : Melissa
- 2013 : Perfect Mothers (Adore) d'Anne Fontaine : Lil
- 2013 : Diana d'Oliver Hirschbiegel : Diana Spencer
- 2014 : Birdman de Alejandro González Iñárritu : Lesley
- 2014 : St. Vincent de Theodore Melfi : Daka
- 2015 : While We're Young de Noah Baumbach : Cornelia
- 2015 : About Ray (Three Generations) de Gaby Dellal : Maggie
- 2015 : Divergente 2 : L'Insurrection (Insurgent) de Robert Schwentke : Evelyn Johnson-Eaton
- 2016 : Divergente 3 : Au-delà du mur (Allegiant) de Robert Schwentke : Evelyn Johnson-Eaton
- 2016 : Nos souvenirs (Sea of Trees) de Gus Van Sant : Joan Brennan
- 2016 : Demolition de Jean-Marc Vallée : Karen Moreno
- 2016 : Oppression (Shut In) de Farren Blackburn : Mary
- 2017 : About Ray (Three Generations) de Gaby Dellal : Maggie
- 2017 : Outsider (Chuck) de Philippe Falardeau : Linda Wepner
- 2017 : The Book of Henry de Colin Trevorrow : Susan Carpenter
- 2017 : Le Château de verre (The Glass Castle) de Destin Daniel Cretton : Rose Mary Walls
- 2018 : Ophélie (Ophelia) de Claire McCarthy : La Reine Gertrude et Mechthild
- 2018 : Vice d'Adam McKay : la présentatrice du journal
- 2019 : The Wolf Hour d'Alistair Banks Griffin : June Leigh
- 2019 : Luce de Julius Onah : Amy Edgar

##### Années 2020
- 2020 : Penguin Bloom de Glendyn Ivin : Sam Bloom
- 2021 : Boss Level de Joe Carnahan : Jemma Wells
- 2021 : The Desperate Hour de Phillip Noyce : Amy
- 2021 : This Is the Night de James DeMonaco : Marie Dedea
- 2022 : Infinite Storm (en) de Malgorzata Szumowska : Pam Bales
- 2022 : Goodnight Mommy de Matt Sobel : La mère
- 2024 : Emmanuelle d'Audrey Diwan : Margot
- 2024 : The Friend de Scott McGehee et David Siegel : Iris

#### Courts métrages
- 2001 : A House Divided de Kenneth Brady : Amanda
- 2001 : Never Date an Actress de David Baer : la fille superficielle
- 2001 : Ellie Parker de Scott Coffey : Ellie Parker
- 2002 : Rabbits de David Lynch : Suzie

#### Télévision
- 1986 : La Vengeance aux deux visages (Return to Eden) (série télévisée), épisodes 1 et 9 : mannequin (non créditée)
- 1990 : Dis-donc, papa (Hey Dad... ! ) (série télévisée) de Gary Reilly et John Flanagan : Belinda Lawrence
- 1991 : Brides of Christ (série télévisée) de Ken Cameron : Frances Heffernan
- 1991 : Summer Bay (série télévisée) d'Alan Bateman : Julie Gibson
- 1996 : Les Naufragés des Bermudes (Bermuda Triangle) (téléfilm) de Ian Toynton : Amanda
- 1996 : Chaque minute à chaque heure (Timepiece) (téléfilm) de Marcus Cole : Mary Chandler
- 1997 : Sleepwalkers (série télévisée) de Stephen Kronish : Kate Russell
- 1998 : Un secret bien gardé (The Christmas Wish) (téléfilm) de Ian Barry : Renee
- 1998 : Liaison mortelle (The Hunt for the Unicorn Killer) (téléfilm) de William A. Graham : Holly Maddux
- 2000 : The Wyvern Mystery (téléfilm) d'Alex Pillai : Alice Fairfield
- 2002 : Un mystérieux étranger (The Outsider) (téléfilm) de Randa Haines : Rebecca Yoder
- 2014 : BoJack Horseman (série télévisée), saison 1, épisode 10 One Trick Pony : elle-même (voix)
- 2017 : Twin Peaks (série télévisée) de David Lynch, saison 3 : Janey-E Jones
- 2017 : Gypsy (série télévisée) : Jean Holloway / « Diane Hart »
- 2019 : The Loudest Voice (mini-série télévisée) : Gretchen Carlson
- 2022 : The Watcher (série télévisée) : Nora Brannock
- 2024 : Feud (série télévisée), saison 2 Les Trahisons de Truman Capote (Feud: Capote vs The Swans) : Babe Paley
- 2025 : All's Fair : Liberty Ronson
- 2025 : Too Much : Ann Ratigan
- à venir : American Love Story : Jacqueline Kennedy-Onassis

### Jeux vidéo
- 2005 : King Kong : Ann Darow

### Productrice
- 2004 : We Don't Live Here Anymore de John Curran
- 2005 : Ellie Parker (court-métrage) de Scott Coffey
- 2006 : Le Voile des illusions de John Curran
- 2007 : Funny Games U.S. de Michael Haneke (productrice exécutive)
- 2013 : The Last Impresario (documentaire) de Gracie Otto (productrice exécutive)
- 2013 : Perfect Mothers d'Anne Fontaine (productrice exécutive)
- 2015 : About Ray de Gaby Dellal  (productrice exécutive)
- 2017 : Gypsy (productrice exécutive de 10 épisodes)
- 2018 : The Wolf Hour d'Alistair Banks Griffin (productrice exécutive)
- 2021 : This Is the Night de James DeMonaco

## Distinctions
- Mulholland Drive
  - Nommée au American Film Institute Awards de la meilleure actrice
  - Nommée au Saturn Award de la meilleure actrice
  - Nommée au Boston Society of Film Critics Awards de la meilleure actrice
  - Chicago Film Critics Association Award de la meilleure actrice
  - Chlotrudis Awards de la meilleure actrice
  - Outfest – Screen Idol Award de la meilleure actrice
  - Las Vegas Film Critics Society Awards de la meilleure actrice dans un second rôle
  - Nommée au Los Angeles Film Critics Association Awards de la meilleure actrice
  - National Board of Review Awards de la meilleure actrice
  - Nommée au New York Film Critics Circle Awards de la meilleure actrice
  - Online Film Critics Society de la meilleure actrice
  - San Diego Film Critics Society Awards de la meilleure actrice dans un second rôle
  - National Society of Film Critics Award de la meilleure actrice
  - Village Voice Film Poll de la meilleure actrice
- The Ring
  - Saturn Awards de la meilleure actrice
- 21 Grammes
  - Nommée a l'Oscar de la meilleure actrice
  - Nommée au BAFTA Award de la meilleure actrice
  - Nommée au Screen Actors Guild Award de la meilleure actrice
  - Nommée au Boston Society of Film Critics Awards de la meilleure actrice
  - Nommée au Critics Choice Award de la meilleure actrice
  - Nommée au Chicago Film Critics Association Award de la meilleure actrice
  - Nommée au Dallas-Fort Worth Film Critics Association Awards de la meilleure actrice
  - Florida Film Critics Circle Awards de la meilleure actrice
  - Los Angeles Film Critics Association Award de la meilleure actrice
  - Nommée au National Society of Film Critics Awards de la meilleure actrice
  - Nommée au New York Film Critics Circle Awards de la meilleure actrice
  - Online Film Critics Society de la meilleure actrice
  - Palm Springs International Film Festival de la meilleure actrice
  - Phoenix Film Critics Society de la meilleure actrice
  - San Diego Film Critics Society Awards de la meilleure actrice
  - Satellite Awards de la meilleure actrice
  - Southeastern Film Critics Association Awards de la meilleure actrice
  - Venice Film Festival – Prix Wella
  - Washington DC Area Film Critics Association Awards de la meilleure actrice
  - Independent Spirit Awards de la meilleure actrice
- King Kong
  - International Cinephile Society Award de la meilleure actrice
  - London Film Critics Circle Award de la meilleure actrice
  - Saturn Award de la meilleure actrice
  - Australian Academy of Cinema and Television Arts Awards de la meilleure actrice
  - Chicago Film Critics Association Award de la meilleure actrice
  - Nommée au Online Film Critics Society de la meilleure actrice
- Les Promesses de l'ombre
  - Nommée au Saturn Award de la meilleure actrice
- Mother and Child
  - Australian Academy of Cinema and Television Arts Awards de la meilleure actrice
  - Independent Spirit Award de la meilleure actrice dans un second rôle
- Fair Game
  - Nommée au Satellite Award de la meilleure actrice dans un drame
- The Impossible
  - Nommée au Golden Globe de la meilleure actrice
  - Nommée à l'Oscar de la meilleure actrice
  - Nommée au Screen Actors Guild Award de la meilleure actrice
  - Nommée au Saturn Award de la meilleure actrice
  - Nommée au Critics' Choice Movie Awards de la meilleure actrice
  - Nommée à l'Australian Film Institute de la meilleure actrice
  - Nommée au Central Ohio Film Critics Association de la meilleure actrice
  - Nommée au Chicago Film Critics Association Award de la meilleure actrice
  - Cinema Writers Circle Awards de la meilleure actrice (Prix Espagnol)
  - Nommée au Dallas-Fort Worth Film Critics Association de la meilleure actrice
  - Nommée à l'Empire Awards de la meilleure actrice
  - Nommée à l'European Film Awards de la meilleure actrice
  - Nommée au Prix Goya de la meilleure actrice
  - Palm Springs International Film Festival - Desert Palm Achievement Award
  - Nommée au Phoenix Film Critics Society Awards de la meilleure actrice
  - Nommée au San Diego Film Critics Society de la meilleure actrice
  - Nommée au Teen Choice Awards de la meilleure actrice
  - Nommée au Detroit Film Critics Society de la meilleure actrice
  - Nommée au Houston Film Critics Society de la meilleure actrice
- Golden Globes 2025 : Nommée au Golden Globe de la meilleure actrice dans une mini-série ou un téléfilm pour Feud: Les Trahisons de Truman Capote

## Voix francophones
En version française, Hélène Bizot est la voix régulière de Naomi Watts, depuis le film Le Cercle. Laurence Dourlens et Anneliese Fromont l'ont également doublée à trois reprises chacune. Par ailleurs, elle a joué en français dans les films Jeux d'enfants et Le Divorce.[réf. nécessaire]
Au Québec, elle est principalement doublée par Pascale Montreuil.
En France
Au Québec
| - Pascale Montreuil dans : - 21 grammes - Promesses de l'ombre - Destin de femmes - Pendant qu'on est jeunes - La Série Divergence : Insurgés - La Série Divergence : Allegiance - Peur blanche - Le livre d'Henry - Luce - Marika Lhoumeau dans : - St. Vincent - Démolition | Et aussi - Lisette Dufour dans Brides of Christ (mini-série) - Charlotte Bernard dans Grossière Indécence - Sophie Léger dans Tank Girl - Nathalie Coupal dans Le chemin de nos foyers - Anne Dorval dans King Kong |